# Métis (etnia)
Os métis são um dos três reconhecidos grupos nativos canadenses (os dois outros são os indígenas e os inuites), cuja terra natal consistia nas atuais províncias canadenses de Ontário, Manitoba, Saskatchewan, Alberta, Colúmbia Britânica e os Territórios do Noroeste. Métis é uma etnia mista e são descendentes de europeus (franceses, ingleses e escoceses) e indígenas (Cree, Ojibway e Saulteaux). A palavra métis é de origem francesa, que significa "mestiço".
Os métis são identificados como descendentes gerados do casamento de homens europeus com mulheres de origem indígena, uma vez que poucas mulheres europeias atravessaram o oceano, na época da colonização. Eles falam o michif, uma língua que surgiu da combinação do francês com línguas nativas. A principal atividade desse povo era a caça de búfalos, mas depois eles passaram a atuar como intérpretes entre os colonos e as tribos indígenas, já que conheciam as duas culturas.
Embora nem todos os Métis pertençam às "Nações Métis", que fundaram comunidades entre a região dos Grandes Lagos e as Montanhas Rochosas, as origens deste termo e o registro histórico indicam claramente que ele se refere a todas as pessoas com herança indígena mista norte-americana e europeia. No entanto, alguns grupos, como a "Manitoba Metis Federation", contestam fortemente a noção de que as origens do nome próprio “Métis” e o registro histórico indicam claramente que ele se refere a todos os povos de herança indígena norte-americana e europeia mista. Desde o final do século XX, os Métis no Canadá foram reconhecidos como um povo indígena distinto pela Lei da Constituição de 1982 e tinham uma população de 587.545 habitantes em 2016.